# Rothmannia urcelliformis
Rothmannia urcelliformis là một loài thực vật có hoa trong họ Thiến thảo. Loài này được (Hiern) Bullock ex Robyns miêu tả khoa học đầu tiên năm 1947.